# Біоспелеологія
Біоспелеологія — розділ біології, що займається вивченням організмів, що мешкають в печерах. Вперше про підземну фауну написав єзуїт Кірхер. Вивчення підземного життя продовжилося в 18-19 столітті. В результаті до кінця 19 століття були відкриті і вивчені сотні видів підземного життя. Термін «біоспелеологія» ввів в 1903 році француз А. Вірено. Основи біоспелеології були закладені румунським біологом Е. Раковіце (1907), який досліджував особливості екологічних умов печер та їх вплив на живі організми, закономірності еволюції підземних біот, розмноження та географічне поширення печерних мешканців та ін. У 1907 році Е. Раковіце заснував наукову асоціацію «Біоспелеолоджіка». В СРСР засновником біоспелеології став московський біолог Яків Авадьевіч Бірштейн (1911–1970 рр). У сучасній Україні провідним фахівцем у галузі є Р. С. Варгович.

## Відомі науковці
- Еміль Раковіца
- Альфред П'єр Чапуіс
- Бруно Конде
- Клод Деламар-Дебутовіль
- Карл Ігенман
- Луї Фаж
- Рене Женель
- Курт Коссвіг
- Альберт Вандель